# Филипп Шарль, герцог Анжуйский
Филипп Шарль, герцог Анжуйский (5 августа 1668, Сен-Жермен-ан-Ле — 10 июля 1671, Сен-Жермен-ан-Ле) — пятый ребёнок и второй сын короля Франции Людовика XIV и Марии Терезии Испанской, был известен как сын Франции.

## Жизнь
Филипп Шарль Французский родился в Сен-Жерменском дворце, недалеко от Парижа. Он получил титул герцога Анжуйского при рождении. Этот титул ранее принадлежал Филиппу, герцогу Орлеанскому, его дяде и младшему брату короля Людовика XIV. Он был крещён в Капелле Тюильри в Париже 24 марта 1669 года.
Как младший сын Людовика XIV, Филипп Шарль не должен был стать дофином; однако надеялись, что он унаследует огромное состояние своей троюродной сестры Анны Марии Луизы Орлеанской, герцогини Монпансье, которая не имела детей. Филипп Шарль умер от грудной инфекции, как и его старшая сестра Анна Елизавета за шесть лет до его рождения. После его смерти титул герцога Анжуйского вернулся к короне и был передан его младшему брату Луи Франсуа, который не дожил и до года. Филипп Шарль был похоронен 12 июля 1671 года в базилике Сен-Дени.
После смерти герцогини Монпансье в 1693 году её состояние досталось её прямому и законному наследнику, Филиппу Орлеанскому.